# Афанасий (Посталас)
Митрополи́т Афана́сий (греч. Μητροπολίτης Αθανάσιος, в миру Афана́сиос Поста́лас, греч. Ἀθανάσιος Ποστάλας; 1928, Лариса — 31 августа 2021, Лариса) — архиерей неканонической греческой старостильной юрисдикции ИПЦ Греции (Синод Хризостома); митрополит Ларисский и Платамонский (1979—2021).

## Биография
Родился в 1928 году в городе Ларисе в семье Василиоса и Екатерини. Получил начальное образование в родном городе.
По окончании средней школы проходил военную службу (Μετά τάς Γυμνασιακάς του σπουδάς καί τήν ἐκπλήρωσιν τῶν στρατιωτικῶν του ὑποχρεώσεων ἠργάσθη ὡς ὑπάλληλος τοῦ Ὑπουργείου Ἐθνικῆς Ἀμύνης).
В 1968 году был пострижен в монашество с сохранением имени Афанасий и вскоре архиепископом Афинским и всея Эллады Авксентием (Пастрасом) хиротонисан во иеродиакона и иеромонаха. Проходил священническое служение в церкви Благовещения Пресвятой Богородицы в Ларисе. Был возведён в достоинство архимандрита.
Решением «флоринитского» Синода ИПЦ Греции был избран и 18 февраля 1979 года рукоположен в епископский сан и возведён в достоинство митрополита Ларисского и Платамонского.
В 1996 году после смерти архиепископа Афинского Авксентия (Пастраса), у американских иерархов Авксентиевского Синода, Ефрема (Спаноса) и Макария (Катре), возник конфликт с новым «архиепископом Афинским» Максимом (Валлианатосом), после чего американские епископы обратились к митрополиту Ларисскому Афанасию (Посталасу) с предложением возглавить Синод. Однако осенью 1996 года они уже самостоятельно рукоположили двух епископов и Афанасий прервал с ними общение.
Скончался 31 августа 2021 года после длительного пребывания в больнице. Отпевание совершили митрополит Филиппский и Маронийский Амвросий (Никифоридис), митрополит Аттикийский и Беотийский Хризостом (Маниотис), митрополит Димитриадский Фотий (Мандалис) и епископ Гардикийский Климент (Пападопулос). Покойный иерарх, согласно завещанию, был погребён в Успенском храме в городе Янули близ Ларисы.